# 卡扎雷區
44°51′00″N 61°59′24″E / 44.85000°N 61.99000°E

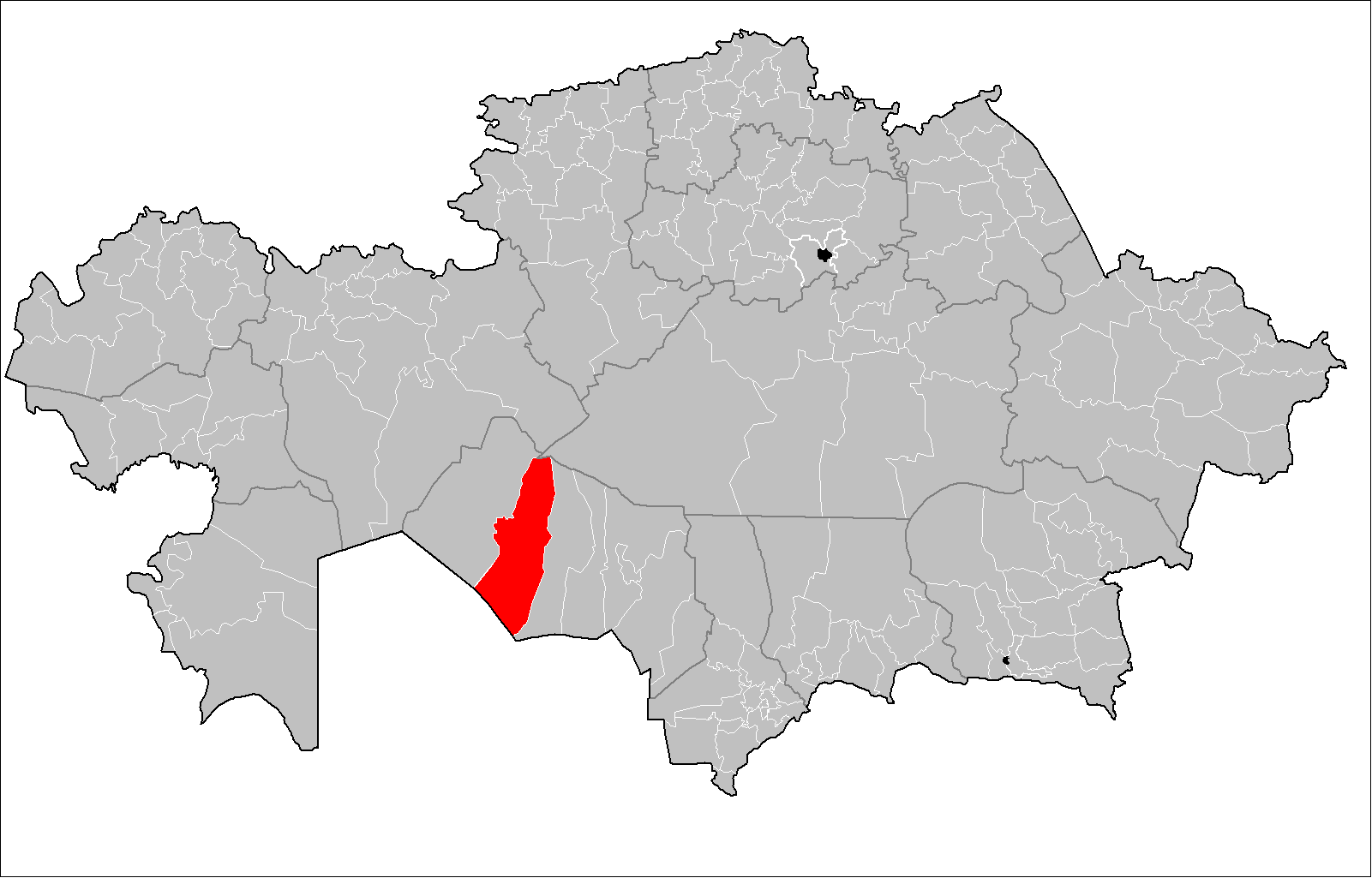

卡扎雷區是哈薩克斯坦的行政區，位於該國南部，由克孜勒奧爾達州負責管轄，首府設於卡扎雷，始建於1928年，面積37,400平方公里，2019年人口77,185。